# ヘレン・シャピロ
ヘレン・シャピロ（Helen Shapiro、1946年9月28日 - ）は、イギリスの歌手、女優。

## プロフィール
ロンドンのイーストエンドの一角にあるベスナル・グリーン（Bethnal Green）の貧しい家庭に生まれる。祖父母はユダヤ系ロシア人の移民。
小学生時代に同じ学校の生徒だったマーク・ボランと、いとこのスーザン・シンガーの3人でアマチュアバンド「スージーとフラフープ」を結成して短期間活動した。
1961年、14歳で出した最初のシングル "Don't Treat Me Like a Child"（日本盤タイトル「子供じゃないの」）がイギリスのヒットチャートで3位、"You Don't Know"（「悲しきかた想い」）と "Walkin' Back To Happiness"（「夢見る恋」）がともに1位を獲得した（なお同年、弘田三枝子が、"Don't Treat Me Like a Child"、"You Don't Know"の日本語カバー曲「子供ぢゃないの」「悲しき片思い」を、シャピロと同じ14歳で発表している）。1962年、リチャード・レスター監督の映画『聖者が街にやってくる』（It's Trad, Dad!）に主演し、1963年2月には、デビュー間もないビートルズを引き連れ英国内ツアーを行うなど、人気歌手として一世を風靡した。この時期は日本でも高い人気を誇った。その間、レノン=マッカートニー作の「ミザリー」をプロデューサーのノリー・パラマーがヘレンにデモを聴かせることなく却下するというミスジャッジをしたりもした。
日本のポップスの英語カバーにも取り組み、"I Want To See You"（沢田知可子「会いたい」）、"The Twilight Zone"（大橋純子「たそがれマイ・ラブ」）、"For You..."（髙橋真梨子「for you…」）、"Too Good For Me"（杏里「オリビアを聴きながら」）、"Hold Me"（松田聖子｢抱いて…｣）、"Never Gonna Say Goodbye"（薬師丸ひろ子「セーラー服と機関銃｣）、"Arms of Another"（和田アキ子｢あの鐘を鳴らすのはあなた｣）などを歌っている。
しかし1964年の "Fever" を最後にヒット曲が途絶える。以降は1972年までイギリス各地のキャバレーなどで歌い、ジャズ歌手やゴスペル歌手としても活動した。
ヘレンはロンドンのウエストエンドで行われたライオネル・バートのミュージカル『オリバー!』にナンシー役で出演、イギリスのソープオペラ『アルビオン・マーケット』にもメインキャラクターの一人として1986年8月の放送終了まで出演し続けた。そのほかにミュージカル『キャバレー』のサリー・ボウルズ役や『シーソー』に出演し大きな賞賛を浴びた。
自身のジャズとポップ・コンサートに加えて、1984年から2001年までの間、イギリスのジャズ・トランぺッター、ハンフリー・ライルトンとそのバンドとともにツアーを回った。ヘレンのワンマンショー「シンプリー・シャピロ」は1999年から2002年の終わりまで続けられた。
1993年には自伝『ウォーキング・バック・トゥ・ハピネス』を上梓したり、2012年8月にはBBC Radio 4の『ザ・リユニオン』の企画「60年代のガール・シンガー」に出演したりもした In March 2013 she appeared on BBC Radio 3's Good Morning Sunday.
2015年からはヘブロン・ウィズ・クリッシー・ロジャーズ・アンド・サイモン・エルマン (Hebron with Chrissy Rodgers and Simon Elman) として活動。

## 私生活

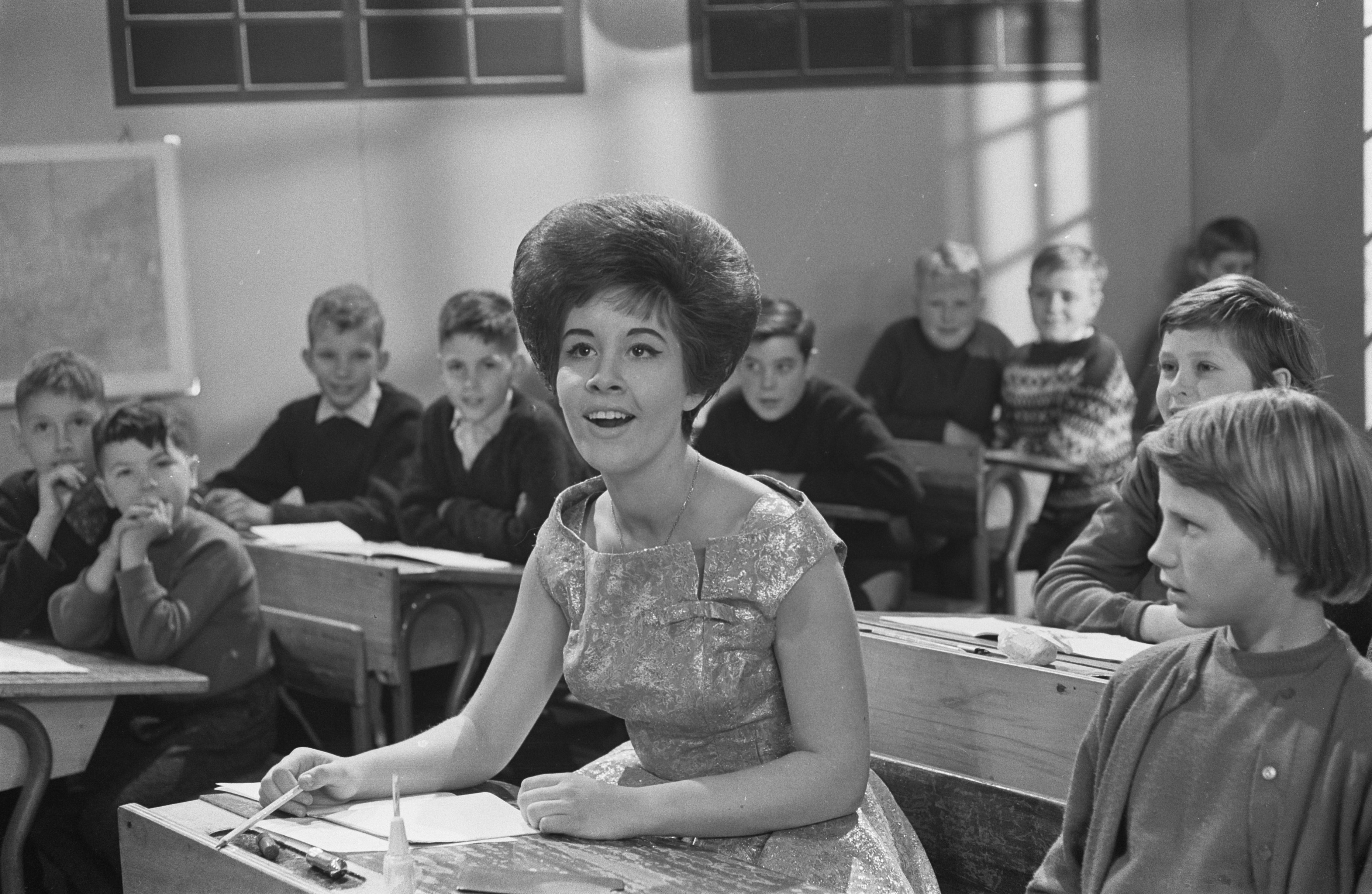
1963年

劇場監督のダンカン・ウェルドンと1967年に結婚。
1982年、イギリスのドラマや映画に出演する俳優、ジョン・ジャッドと出会う、二人は1988年夏に再婚した。
1987年、メシアニック・ジュダイズムへの信仰を始める。2002年からは一時的に引退していたこともある。

## シングル
- 子供じゃないの "Don't Treat Me Like A Child" （1961年）
- 悲しきかた想い "You Don't Know" （1961年）
- 夢見る恋 "Walkin' Back To Happiness" （1961年）
- 涙のかた想い "Tell Me What He Said" （1962年）
- 恋をしましょう "Let's Talk About Love" （1962年）
- リトル･ミス・ロンリー "Little Miss Lonely" （1962年）
- 浮気はダメよ "Keep Away From Other Girls" （1962年）
- 夜がいっぱい "Queen For Tonight" （1963年）
- ウォー・イズ・ミー "Woe Is Me" （1963年）
- "Look Who It Is" （1963年）
- 恋のハッスル "Not Responsible" （1963年）
- "Fever" （1964年）